# 바우르잔 아브디셰프
바우르잔 투이테예비치 아브디셰프(러시아어: Бауржан Туйтеевич Абдишев, 카자흐어: Бауыржан Түйтейұлы Әбдішев, 1968년 6월 3일 ~ )는 카자흐스탄의 정치인이다.

## 생애
카라간다주 아타수 출신이며 1987년부터 1989년까지 소련군에서 복무했다. 1992년부터 1994년까지 카라간다에서 경제학자로 근무했다. 1995년부터 1999년까지 카라간다, 코스타나이 관세청에서 근무했고 1999년에는 카자흐스탄 국세 위원회의 부위원장으로 임명되었다.
2002년에는 파블로다르 관세청장을 역임했으며 2003년 7월부터 2003년 10월까지 카자흐스탄 관세청 부위원장을 역임했다. 2003년 10월부터는 카자흐스탄 재무부 산하 관세관리위원회 부위원장을 역임했고 2010년 1월부터 2012년 9월까지 카라간다 시장을 역임했다.
2013년 1월 29일에는 카라간다 주지사로 임명되었지만 2014년 6월 20일에 해임되었다. 2014년 9월 23일에는 주지사 재직 시절에 일어난 부패 및 권력 남용 혐의로 체포되었다. 2015년 1월을 기해 카자흐스탄의 새로운 형법이 시행되면서 피의자 신분으로 있던 그의 지위가 피고인에서 용의자로 변경되었다.